# Radjab Ali Tabrizi
Pour les articles homonymes, voir Tabrizi.
 (décembre 2017).
(Mollah) Radjab Ali Tabrizi (en persan : رجب‌علی‌ تبریزی‌ / Rajabʿali Tabrizi), est un ecclésiastique, philosophe, et théologien mystique chiite iranien du XVIIe siècle, né à Tabriz. 
Après avoir étudié les décrets religieux et leur fondements basés sur le Coran et la pensée des imams à Bagdad, il passe l’essentiel de sa vie à Ispahan, se consacrant au mysticisme et à la purification de l’âme. Enseignant à l'École d'Ispahan, il compte parmi les penseurs les plus respectés et appréciés par les souverains safavides, malgré son dédain pour la Cour.

## Sources
- (ar) Jourj Tarābīchī, « Tabrīzī, Rajab ʿAlī- Al- », dans Muʿjam al-falāsifa, Beyrouth, Dār aṭ-ṭaliʿa, 2007 (lire en ligne).
- (en) In commemoration of Molla Rajab Ali Tabrizi Isfahani, a philosopher contradicting Molla Sadra, International Conference on the School of Isfahan (consulté le 13/09/2007)